# Peggy Bacon
Margaret Frances "Peggy" Bacon (Ridgefield, 2 de mayo de 1895-Kennebunk, Maine, 4 de enero de 1987) fue una ilustradora, pintora, dibujante y escritora estadounidense. Fue reconocida por sus dibujos irónicos y humorísticos, además de sus caricaturas satíricas de personalidades famosas a finales de las décadas de 1920 y 1930.
Fue una artista muy prolífica. En 1919, a los 24 años, escribió e ilustró su primer libro, The True Philosopher and Other Cat Tales. Ilustró cerca de 60 libros, de los cuales ella misma escribió 19, incluyendo el éxito The Inward Eye, nominado para el Premio Edgar en 1952 por mejor novela de misterio o terror. Algunos de sus dibujos aparecieron en publicaciones como The New Yorker, New Republic, Fortune y Vanity Fair, además de ser exhibidos en museos y galerías con suma frecuencia. En 1934 le fue otorgada una Beca Guggenheim por su labor en las artes gráficas. En 1947 fue incluida como miembro de la Academia Nacional de Diseño. En 1975, la Colección Nacional de Bellas Artes, ahora el Museo Nacional de Arte Americano, honró a Bacon con una exhibición retrospectiva titulada "Peggy Bacon: Personalities and Places."